# Verizon Ladies First Tour
Verizon Ladies First Tour es un tour por  la rapera estadounidense Missy Elliott con la participación especial de Tamia. El tour recaudó un total de más de 35 millones de dólares con 29 fechas.

## Lista de canciones
| Tamia |
| --- |
| 1. "So Into You" 2. "Questions" 3. "Imagination" 4. "Stranger in My House" 5. "Officially Missing You" 6. "Q's Jook Joint\|You Put a Move on My Heart" |

| Missy Elliot |
| --- |
| 1. "Let Me Fix My Weave" 2. "Get Ur Freak On" 3. "One Minute Man" 4. "Pass That Dutch" 5. "Work It" 6. "She's a Bitch" 7. "Pussycat" 8. "I'm Really Hot" 9. Supa Dupa Fly Medley: 1. "Hit Em wit da Hee" 2. "Sock It 2 Me" 3. "Beep Me 911" 4. "The Rain (Supa Dupa Fly)" |

| Alicia Keys |
| --- |
| 1. "Harlem's Nocturne" (Introducción) 2. "Karma" 3. "Heartburn" 4. "A Woman's Worth" 5. "Rock wit U" 6. "Butterflyz" 7. "If I Ain't Got You" 8. "Apache (Interludio) 9. "Girlfriend" 10. "Slow Down" 11. "Fallin'" 12. "How Come U Don't Call Me Anymore?\|How Come You Don't Call Me" 13. "Diary (canción)\|Diary" 14. "You Don't Know My Name" |

| Beyoncé |
| --- |
| 1. "Baby Boy" 2. "Naughty Girl" 3. "Me, Myself and I" 4. "Say My Name" 5. DC Medley: 1. "Independent Women Part I" 2. "Bootylicious" 3. "Say My Name" 4. "'03 Bonnie & Clyde" 5. "Jumpin', Jumpin'" 6. "Survivor" 6. "Hip Hop Star" 7. "Gift from Virgo" 8. "Be with You" 9. "Speechless" 10. "Summertime" 11. "Dangerously in Love 2" 12. "Crazy In Love" |

## Fechas del tour
| Fecha               | Ciudad                           | País           | Lugar                             | Asistencia         | Ganancias  |
| ------------------- | -------------------------------- | -------------- | --------------------------------- | ------------------ | ---------- |
| 12 de marzo de 2004 | Fort Lauderdale                  | Estados Unidos | Office Deport Center              | 11962/12285 (97%)  | $808 378   |
| 14 de marzo de 2004 | Nueva Orleans                    | Estados Unidos | New Orleans Arena                 | 10983/12390 (89%)  | $659 606   |
| 15 de marzo de 2004 | Dallas                           | Estados Unidos | American Airlines Center          | 6624/12096 (55%)   | $444 138   |
| 17 de marzo de 2004 | San Antonio                      | Estados Unidos | SBC Center                        | 8988/13391 (67%)   | $535 029   |
| 18 de marzo de 2004 | Houston                          | Estados Unidos | Reliant Stadium                   | -                  | -          |
| 21 de marzo de 2004 | Greensboro                       | Estados Unidos | Greensboro Coliseum               | 6520/10564 (62%)   | $366 003   |
| 23 de marzo de 2004 | Filadelfia                       | Estados Unidos | Wachovia Center                   | 12571/12571 (100%) | $864 919   |
| 24 de marzo de 2004 | Boston                           | Estados Unidos | Fleet Center                      | 12061/17201 (70%)  | $815 963   |
| 25 de marzo de 2004 | Uniondale                        | Estados Unidos | Nassau Veterans Memorial Coliseum | 8686/17472 (50%)   | $620 425   |
| 26 de marzo de 2004 | Hampton                          | Estados Unidos | Hampton Coliseum                  | -                  | -          |
| 27 de marzo de 2004 | Charlotte                        | Estados Unidos | Charlotte Coliseum                | 10145/17549 (58%)  | $632 375   |
| 28 de marzo de 2004 | Atlanta                          | Estados Unidos | Philips Arena                     | 12310/12310 (100%) | $845 693   |
| 29 de marzo de 2004 | Cleveland                        | Estados Unidos | Gund Arena                        | -                  | -          |
| 30 de marzo de 2004 | Indianápolis                     | Estados Unidos | Conseco Fieldhouse                | 6883/14123 (49%)   | $369 175   |
| 1 de abril de 2004  | Mineápolis                       | Estados Unidos | Target Center                     | 8123/12363 (66%)   | $369 287   |
| 2 de abril de 2004  | Rosemont, Illinois               | Estados Unidos | Allstate Arena                    | 11585/14391 (81%)  | $723 885   |
| 3 de abril de 2004  | Detroit                          | Estados Unidos | The Palace of Auburn Hills        | 10674/14899 (72%)  | $703 978   |
| 5 de abril de 2004  | East Rutherford                  | Estados Unidos | Continental Airlines Arena        | 11505/15474 (74%)  | $817 340   |
| 6 de abril de 2004  | Pittsburgh                       | Estados Unidos | Mellon Arena                      | 9382/14182 (66%)   | $623 428   |
| 7 de abril de 2004  | Washington                       | Estados Unidos | MCI Center                        | 25379/30826 (82%)  | $1 708 805 |
| 9 de abril de 2004  | Hartford                         | Estados Unidos | Hartford Civic Center             | 8944/11245 (80%)   | $609 898   |
| 10 de abril de 2004 | Uniondale, New York              | Estados Unidos | Nassau Coliseum                   | 12936/12936 (100%) | $940 406   |
| 11 de abril de 2004 | Washington, District of Columbia | Estados Unidos | MCI Center                        | -                  | -          |
| 12 de abril de 2004 | Nueva York                       | Estados Unidos | Madison Square Garden             | 13725/13725 (100%) | $1 110 090 |
| 15 de abril de 2004 | Phoenix                          | Estados Unidos | America West Arena                | 9326/11932 (78%)   | $568 350   |
| 16 de abril de 2004 | Las Vegas                        | Estados Unidos | Mandalay Bay Events Center        | -                  | -          |
| 17 de abril de 2004 | Anaheim                          | Estados Unidos | Arrowhead Pond of Anaheim         | 21697/25432 (85%)  | $1 616 943 |
| 18 de abril de 2004 | Oakland                          | Estados Unidos | Oakland Arena                     | 20725/24362 (85%)  | $1 644 858 |
| 19 de abril de 2004 | Anaheim                          | Estados Unidos | Arrowhead Pond of Anaheim         | -                  | -          |
| 20 de abril de 2004 | Los Ángeles                      | Estados Unidos | Staples Center                    | -                  | -          |

Notas
1. ↑  Solo Beyoncé(con Michelle Williams de Destiny's Child como acto de apertura) en esa fecha.

### Cronología de Beyoncé
- Gira anterior: Dangerously in Love Tour(2003)

- Gira actual:  Verizon Ladies First Tour(2004)

- Gira siguiente: The Beyoncé Experience(2007)

### Cronología deMissy Elliott
- Gira anterior: Lilith Fair(1998)

- Gira anterior:  Verizon Ladies First Tour(2004)

### Cronología deAlicia Keys
- Gira anterior: Song A minor Tour(2001)
- Gira anterior:  Verizon Ladies First Tour(2004)
- Gira siguiente: The diary Tour(2005)